# Dick Coster
Benedictus Antonius Maria (Dick) Coster (Leiden, 19 juni 1946) is een Nederlandse zeiler. Hij nam eenmaal deel aan de Olympische Spelen, maar won bij die gelegenheid geen medailles.
In 1976 reserve op de zomerspelen van Montréal. In 1980 maakte hij op 34-jarige leeftijd zijn olympisch debuut op de Olympische Spelen van Moskou bij het zeilen. In de solling-klasse waren zijn 45 punten voldoende voor een vijfde plaats. 
In Athene 2004 Beijing 2008 en London 2012 coach in de 470 klasse mannen.
Zijn zoons Sven Erik Coster en Kalle Coster zijn eveneens zeilers en namen deel aan de Spelen van 2004 (Athene) en Spelen van 2008 (Peking).
In 2024 geëerd door WOA en Nederlands Olympisch comité voor zijn prestaties in de sport met de titel OLY.

## Externe link

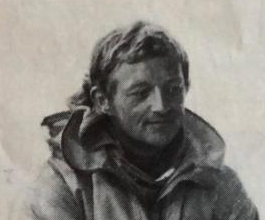